# APT-E

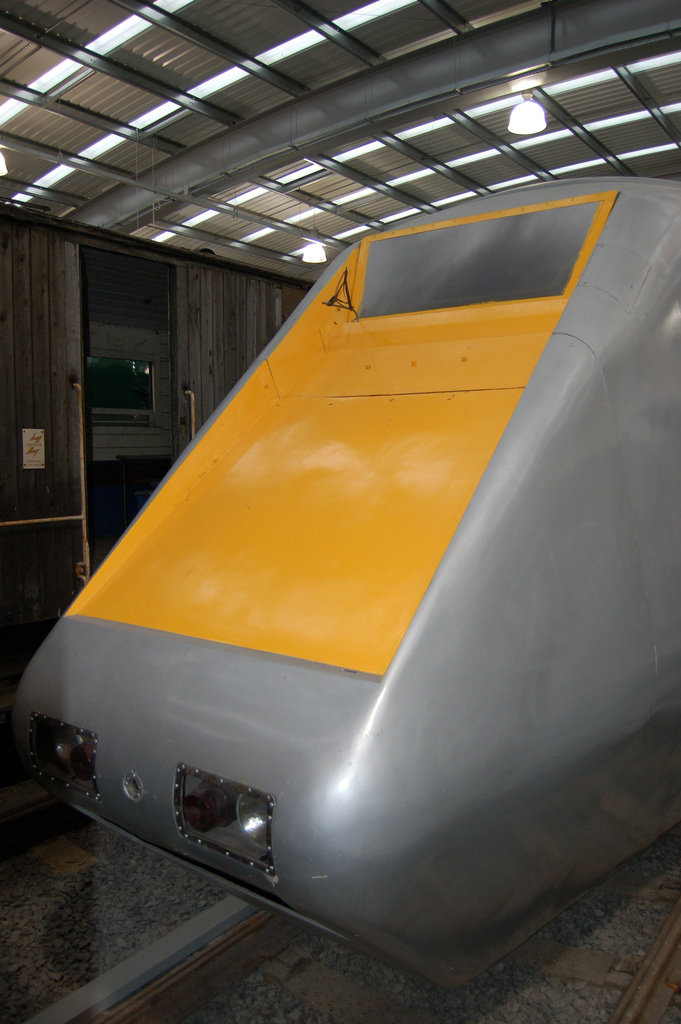
APT-E in Locomotion te Shildon, County Durham

De APT-E, voluit Advanced Passenger Train Experimental, was een experimentele trein die tussen 1969 en 1971 door British Rail Research Division werd gebouwd ten behoeve van het Advanced Passenger Train (APT) project. Het APT-project had tot doel een trein te ontwikkelen voor hoge snelheden op bestaande spoorlijnen. De APT-E is het enige treinstel met gasturbines dat ooit door British Rail is gebruikt.

## Systeemproeven
Voor de nieuwe trein werden verschillende nieuwe systemen ontwikkeld waarbij vooral de kantelbak een kenmerkend onderdeel was. Voor proefnemingen met de kantelbak, de ophanging en de hydrokinetische rem werd de APT-POP (Power-0-Power) gebouwd. Deze APT-POP bestond uit drie rijtuigen met een skeletachtige bovenbouw. Deze stam was ongemotoriseerd en moest dus door een lokomotief getrokken worden.
- Nummer: RDB975634 - RDB975636 - RDB975635
- Identificatie: PC3 - Lab 8 - PC4

De motorkoppen PC3 en PC4 waren slechts lege hulzen die het uiterlijk hadden van de echte motorkoppen PC1 en PC2 van de APT-E, zei het zonder cabines.
Na afloop van het APT project in 1985 werd de APT-POP gesloopt.

## Het treinstel
De aanzet tot de trein werd in 1969 gegeven door professor Alan Wickens. In eerste instantie werd een model gepresenteerd met een ronde gestroomlijnde neus zoals ook gebruikt bij vliegtuigen, de definitieve neus werd veel strakker. Om grotere snelheden in bochten mogelijk te maken werd van meet af aan gekozen voor een kantelbaksysteem. Het treinstel had aan ieder uiteinde een motorkop (Power Car) met bestuurderscabine, de PC1 en 2. Ieder van de motorkoppen had vier, door Rover gebouwde, Leyland 2s/350 gasturbines voor de aandrijving en een vijfde voor de energie voorziening van de trein zelf. Deze gasturbines leverden aanvankelijk ieder 300 pk en werden tijdens het project geleidelijk opgevoerd tot 330 pk. Tussen de koppen bevinden zich twee rijtuigen zonder aandrijving (Trailer Car), de TC1 en 2. De TC1 was voorzien van meetapparatuur terwijl de TC2 het beoogde interieur kreeg. De bovenbouw was gemaakt van aluminium en iedere bak is ongeveer 21 meter lang. De buitenste draaistellen waren ieder voorzien van twee GEC 253AY tractiemotoren, tussen de verschillende bakken is de trein voorzien van jacobsdraaistellen.

## Proefritten
Op 16 december 1971 rolde de APT-E voor het eerst uit de werkplaats, de eerste proefrit volgde op 25 juli 1972 tussen Derby en Duffield. De APT werd onmiddellijk in de ban gedaan door de ASLEF, de vakbond van stokers en machinisten, omdat de eenmansbediening vooruit liep op de onderhandelingen over dit onderwerp. Het duurde vervolgens meer dan een jaar voordat de APT-E weer reed in augustus 1973.
In 1975 werden proefritten gehouden op de Great Western Main Line, ook bekend als Brunels biljart tafel, waar op 10 augustus 1975 het Britse snelheidsrecord op het spoor werd gesteld op 245,1 km/u. tijdens een rit tussen Swindon en Reading. Daarnaast vonden uitgebreide proeven plaats op de Midland Main Line vanuit station London St. Pancras. Op de Old Dalby Test Track, een speciale testbaan ten zuiden van Nottingham, werd in januari 1976 een snelheid bereikt van 231,1 km/u. Hoewel het treinstel nooit bedoeld was voor normale dienst werden tijdens proefritten wel kantoorpersoneel en hoogwaardigheidsbekleders meegenomen.

## Museum
Na afloop van de proefritten in juni 1976 werd het treinstel overgebracht naar het National Railway Museum in York om tentoongesteld te worden. Het is nog steeds de snelste Britse niet elektrische trein. In 2004 is het treinstel overgebracht naar de dependance in Shildon, Locomotion. Hier is de APT-E tussen 2004 en 2011 gerestaureerd.